# 般若 (ラッパー)
般若（はんにゃ、本名：武田 嘉穂（たけだ よしほ）、1978年10月18日 - ）は、日本のヒップホップMC、俳優。東京都世田谷区出身。レコードレーベルの昭和レコード、やっちゃったエンタープライズ主宰。
テレビ朝日のバラエティ番組の「フリースタイルダンジョン」にラスボスとして出演していた。2019年1月11日、日本武道館で初のワンマンライブ「おはよう武道館」を開催。

## 人物

### 音楽性
- 韓国人の父と日本人の母との間に生まれた日韓ハーフ。父親は1歳半〜2歳の間に既にいなかった為父親に関する記憶が無く、自らがハーフであることは20歳を過ぎてから知ったと発言している。日本国籍及び日本育ち。「土足厳禁」では日本と韓国の歴史認識問題やそれに伴う政治的対立について無関心、無頓着であるにもかかわらず韓流ブームに乗っている人々を批判し、両国民同士がお互いを尊重し合い礼節を保つべきだという内容を主張している。

- 何度か「秋田県大館市生まれ」と報じられる事があるが、般若本人は東京都世田谷区三軒茶屋出身であり、母が大館市出身である[3]。

- 「平和」を主唱した楽曲を主に手がげており、代表曲に過去の日本の戦争と反戦をテーマとした「オレ達の大和」や「残党」などがある。また自らを「昭和の残党」と称している。
- 「おはよう日本」「根こそぎ」「内部告発」などのアルバムには現代の日本社会に対する批判を含む楽曲が多く、援助交際を行う女子高校生や性的少数者、警察官の汚職などに対して批判をしていたが、性的少数派については後に「色の無い海の底」でトランスジェンダーの苦悩についてフォローする形で触れている。
- 2015年8月14日より公式ブログなどにおいて、K DUB SHINEなどを批判している。2007年のB BOY PARKでは、KREVA、K DUB SHINE、湘南乃風、加藤ミリヤ、DJ KAORIなどを強く批判する曲を披露している。これらの曲はアルバムには収録されていない。
- 長渕剛に影響を受けており、2004年に発売された長渕のトリビュートアルバム『Hey ANIKI!』に参加している他、2005年には長渕が日本武道館で行ったコンサートの前座を務めている。般若が2008年に発売したアルバム『ドクタートーキョー』収録曲の「チャレンジャー」に長渕がプロデュース、コーラス、ハーモニカで参加している[4]。湘南乃風がシングル曲「純恋歌」（2006年）を発表した時、長渕の楽曲「巡恋歌」（1978年）を冒涜してると激しく批判した。

### その他
- 高校生の頃はDJを目指しており、ミキサーを買うなど本格的な時期もあったが、突然RUMIに「韻の踏み方」を教えてもらうように頼み、韻の踏み方を知って3ヶ月でフリースタイルのステージに挑んだ。
- 過去にはFUTURE SHOCKに所属していた。
- 『ドクタートーキョー』収録「吸われた街」や、妄走族の楽曲「大麻合掌」において、大麻を批判する内容がある。2018年1月21日付で更新した音声ブログでも薬物乱用者のメディアへの出演を批判している[5]。
- 愛車はハマーの自転車。しかし、2010年11月18日付のブログでその愛車を盗まれた事についてラップしている。
- いかりや長介やドラマ『とんぼ』で長渕剛が演じる小川英二を敬愛している。
- 妻は歌手のSAY。
- 「全てはライブの為」と、トレーニングが日課。
- 大の漫画好きで、中でも荒木飛呂彦『ジョジョの奇妙な冒険』の大ファン。文化放送『A&Gリクエストアワー 阿澄佳奈のキミまち!』にゲスト出演した際にはパーソナリティの阿澄佳奈の進行や自身に関する話題そっちのけでアシスタントの青木佑磨とジョジョ談義に花を咲かせていた[6]。また、百合とMCバトルを題材にした背川昇の漫画『キャッチャー・イン・ザ・ライム』（2017年 - 2018年、『ビッグコミックスピリッツ』連載）ではR-指定と共に監修を務めたが、これに合わせて行われた座談会ではやはり漫画好きのR-指定共々漫画に対する造詣の深さを見せている[7]。
- 2021年、自身の所属する「昭和レコード」から独立し、「やっちゃったエンタープライズ」を設立[8]。
- 2022年、児童虐待防止を目指す団体「FOR CHILDREN PROJECT」を設立した[9]。4年前に近所で虐待死した女児の搬送を目撃している（目黒女児虐待事件#その他）。

## ディスコグラフィ

### シングル
|     | 発売日         | タイトル                    | 規格品番                             | 収録曲 | 備考                          |
| --- | -------------- | --------------------------- | ------------------------------------ | --- | ----------------------------- |
| 1st | 2000年9月2日   | 極東エリア                  | SEDP-1                               | 1. 極東エリア(烈ヴァージョン) 2. 野武士の拳 3. 大きい赤ちゃん | CULTURE OF ASIA               |
| 2nd | 2003年8月22日  | 神輿                        | FSF-1                                | 1. 神輿 2. 神輿 REMIX feat. G.K. MARYAN, UZI & 565 3. 神輿 instrumental | FUTURE SHOCK FOUNDATION       |
| 3rd | 2004年3月18日  | おはよう日本(無修正version) | FSF-002                              | 1. おはよう日本（無修正ver.） Produced by GAS CRACKERZ 2. 春一番 Produced by GAS CRACKERZ 3. 残党 Produced by 秋田犬どぶ六 4. おはよう日本（INSTRUMENTAL）Produced by GAS CRACKERZ | FUTURE SHOCK FOUNDATION       |
| 4th | 2005年12月14日 | オレ達の大和                | AVCF-22484                           | 1. オレ達の大和 2. 不夜城 3. 1990 4. オレ達の大和 (インスト) | オリコン最高47位、登場回数7回 |
| 5th | 2013年11月6日  | ジレンマ                    | SHWR-0018:生産限定盤 HWR-0019:通常盤 | 1. ジレンマ feat. MACCHO (OZROSAURUS) Track by Fragment 2. 僕等 Track by Jashwon (BCDMG)                                                                                           | オリコン最高60位、登場回数3回 |
| 6th | 2015年5月20日  | ドッグラン                  | SHWR-0040                            | 1. ドッグラン 2. 放っとけ。 3. 作田 〜オレの船は死んじゃね〜ぜ!?〜 4. ドッグラン(INSTRUMENTAL)                                                                                     | オリコン最高121位             |

### 配信限定シングル
| 発売日         | タイトル                                              |
| -------------- | ----------------------------------------------------- |
| 2009年7月1日   | ID〜くそっ喰れえ〜(デジタルバージョン)                |
| 2010年8月4日   | トビラ / 般若&ANARCHY                                 |
| 2011年6月22日  | 何も出来ねえけど                                      |
| 2011年11月2日  | Beats & RhymeMACCHO,NORIKIYO,般若&DABO                |
| 2012年9月26日  | 終わる日まで feat. NORIKIYO                           |
| 2012年11月28日 | はいしんだ feat.SAMI-T from Mighty Crown              |
| 2012年12月12日 | みんなしあわせ / 般若&SHINGO★西成                     |
| 2013年2月20日  | 大阪UP/東京UP / SHINGO★西成&般若                      |
| 2013年2月27日  | 昭和ANTHEM / 般若&SHINGO★西成                         |
| 2013年6月12日  | SHOWA SONG (DJ FUMIRATCH REMIX) / 般若&SHINGO★西成    |
| 2013年7月3日   | 無理                                                  |
| 2013年8月7日   | 倍ヤバイ                                              |
| 2015年5月20日  | ドッグラン                                            |
| 2015年10月9日  | GO / 般若/ZORN/SHINGO★西成                            |
| 2015年12月23日 | ありがとう / 般若/ZORN/SHINGO★西成                    |
| 2016年1月13日  | LA$T BO$$ / 般若 w/ACE a.k.a.山下新治                 |
| 2016年3月23日  | HUNGR / 般若/ZORN/SHINGO★西成                         |
| 2016年10月7日  | On Fire / AK-69,般若&青山テルマ                       |
| 2017年5月29日  | 生きる                                                |
| 2017年11月4日  | 普通じゃねんだ / 般若&十影                            |
| 2018年8月12日  | Fly Away (feat. R-指定 & PEKO)                        |
| 2020年4月1日   | イキそう                                              |
| 2020年5月12日  | INTRO                                                 |
| 2020年6月16日  | 俺たちの曲は流れてる                                  |
| 2020年7月7日   | 花金ナイトフィーバーPt.2 (feat. 夫1, 夫3 & 夫4(New!)) |
| 2021年1月18日  | 覚えてる                                              |
| 2021年2月12日  | 土砂降りでも                                          |
| 2021年3月5日   | 土砂降りでも REMIX (feat. Benjazzy & MACCHO)          |
| 2021年9月18日  | 1人で叫べ                                             |
| 2021年12月22日 | うまくいく                                            |
| 2022年1月31日  | 余裕だろ?                                             |
| 2022年3月2日   | 2018.3.2                                              |
| 2023年6月7日   | ONE MIC                                               |
| 2023年6月28日  | プラネタリウム (feat. NORIKIYO)                       |
| 2024年1月17日  | 地元の唄                                              |
| 2024年2月17日  | 地元の唄 (Remix) / CHICO CARLITO & 般若               |

### MIX CD
- 『般若ブログ』（2009年6月1日）
- 『般若ブログ 其の弐』
- 『般若ブログ 其の参』
- 『般若ブログ 其の四』
- 『般若ブログ 其の伍』
- 『般若ブログ 其の陸』
- 『般若ブログ MEGAMIX』
- 『般若万歳』（2013年6月26日）
- 『般若万歳Ⅱ』（2018年6月6日）

### DVD
|     | 発売日         | タイトル                                  | 規格品番                                  | 収録曲 | 備考                          |
| --- | -------------- | ----------------------------------------- | ----------------------------------------- | --- | ----------------------------- |
| 1st | 2010年3月3日   | 般若 渋谷 8.27Live at Shibuya O-EAST 2009 | SHWR-0001:初回生産限定盤 SHWR-0002:通常盤 | 1. HANNYA 2. フェイク 3. 空 4. 天使と悪魔 5. 世界が終わるその前に 6. その男、東京につき 7. 春一番 8. 遠吠え 9. ペットショップ 10. 吸われた街 11. FLY 12. オレ達の大和 13. 関係あんの? 14. 理由 15. 夢 16. あのサ 17. ケータイ 18. 最ッ低のMC 19. ゼロ 20. またね 21. HANNYA 22. カス 23. 夢の痕 24. ボタンひとつ 25. チャレンジャー 26. 猿 27. 内部告発 28. やっちゃった 29. サイン 30. MY HOME 31. やってやる 32. 心配すんな 33. いつでも | オリコン最高20位、登場回4数回 |
| 2nd | 2012年06月06日 | 2012.1.8 渋谷公会堂                       | SHWR-0011:生産限定盤 SHWR-0012:通常盤     | 1. 理由 2. その男、東京につき 3. 路上の唄 4. FIRE 5. ポイ 6. ポッケの中 7. 空 8. 陽が昇れば feat.JAY'ED 9. タイムトライアル 10. 境界線〜ライン 11. 未体験ゾーン (FREESTYLE) 12. ラパッ 13. FLY 14. カバディ 15. ボタンひとつ 16. 夢の痕 17. 心配すんな 18. 世界はお前が大ッ嫌い 19. RIOT 20. 灰のように 21. BLACK RAIN 22. お前のせい 23. プランA 24. 何も出来ねえけど 25. ビルの向こう 26. ゼロ 27. スーパースター | オリコン最高31位、登場回数4回 |
| 3rd | 2014年05月14日 | 2014.1.13 SHIBUYA-AX                      | SHWR-0028:初回生産限定盤 SHWR-0029:通常盤 | 1. 朝、目が覚めて 2. 無理 3. ホントのコト 4. コンサート 5. 傷 (SHINGO★西成 feat. 般若) 6. 倍ヤバイ REMIX feat. SHINGO★西成, 紅桜, GOMESS 7. ひとつ 8. 僕等 9. Longtime Friend feat. SAY 10. ビルの向こう (Piano: SAY) 11. タケダ、ラップ辞めるってよ 12. はいしんだ feat. SAMI-T from MIGHTY CROWN 13. 更に毒盛る料理店 (NORIKIYO feat. 般若) 14. 終わる日まで feat. NORIKIYO 15. 境界線〜ライン〜 16. 存在 (Trumpet:Sho Okumura) 17. ジレンマ feat. MACCHO(OZROSAURUS) 18. 倍ヤバイ feat. SHINGO★西成, 田我流, ZONE THE DARKNESS 19. ニコイチ 20. 譲れないモノ (Guitar: CAMEL) 21. 友達 22. 船は揺れている | オリコン最高41位、登場回数3回 |

### 書籍
- 『何者でもない』（2018年12月13日、幻冬舎）- ISBN 9784344033931
- 『筋トレ×HIPHOPが最強のソリューションである -強く生きるための筋肉と音楽-』（2018年12月14日、文響社）- ISBN 978-4866511085

※Testosteroneとの共著。

### 客演作品
| 発売日         | 曲順 | 楽曲名                                                                                 | アーティスト名                  | 収録作品名                             |
| -------------- | ---- | -------------------------------------------------------------------------------------- | ------------------------------- | -------------------------------------- |
| 2003年8月20日  | 13   | Hardcore                                                                               | ラッパ我リヤ                    | RG A.I.R.4TH                           |
| 2003年9月18日  | 13   | GOLDEN MIC (REMIX) feat. KASHI DA HANDSOME, AI, 童子-T, 般若                           | ZEEBRA                          | TOKYO'S FINEST                         |
| 2003年12月24日 | 8    | おそうしき Featuring 般若                                                              | DABO                            | DIAMOND                                |
| 2004年4月28日  | 2    | 裸足のまんまで （Remix）                                                               |                                 | Hey ANIKI!                             |
| 2004年4月28日  | 5    | お宝Girls feat. 般若                                                                   | DJ CELORY a.k.a Mr.BEATS        | BEATS JAPAN                            |
| 2004年9月15日  | 1    | SHOCK TO THE FUTURE '04                                                                | FUTURESHOCK ALL STARS           | SHOCK TO THE FUTURE〜7TH ANNIVERSARY〜 |
| 2004年11月10日 | 4    | ジパング                                                                               | 姫                              | 浮き名                                 |
| 2005年3月31日  | 10   | 三匹が斬る!! FEAT. 般若, "E"QUAL, RYOUZO                                               | DJ RYOW                         | PROJECT DREAMS                         |
| 2005年7月20日  | 5    | Jungle“03”Groove feat. 565, 般若, DEN from 妄走族, 牛若丸                              | MURO                            | 20 Street Years                        |
| 2005年8月24日  | 7    | 東京 feat. 565 & 般若                                                                  | YAKKO for AQUARIUS              | My Hood Iz...                          |
| 2005年9月7日   | 6    | TELL ME feat. 般若 & 565 & AI                                                          | DELI                            | TIME 4 SOME ACTION                     |
| 2005年9月21日  | 12   | One Love feat. 般若, dNessa                                                            | "E"qual                         | The Rock City (M.O.S.A.D's Town)       |
| 2005年10月26日 | 6    | For Bopper feat. 般若                                                                  | ENDLESS FILE                    | Beginning of Legend                    |
| 2005年11月2日  | 8    | ギロ*ン feat.般若                                                                      | 神 from 妄走族                  | ザ・パンチ                             |
| 2006年3月15日  | 5    | Life Is One Time -Rhyme & Blues - feat. 般若, SAY                                      | OZROSAURUS                      | Rhyme&Blues                            |
| 2006年3月15日  | 5    | 革命はTVには写らない feat.般若                                                         | DEN                             | TOKYO千夜一夜物語                      |
| 2006年5月10日  | 11   | Bomb On Hills feat. Uzi, 565, SHINNOSK8, D-LIFE, HAB I SCREAM, 般若                    | TWIGY                           | TWIG                                   |
| 2006年8月15日  | 12   | New York feat. "E"qual, Ryuzo, 般若 & Tokona-X                                         | GRAND BEATZ(DJ RYOW & TOMOKIYO) | PROJECT DREAMS pt.2                    |
| 2006年8月23日  | 4    | マジッスか!?（ANOTHER SURE SHOT 外伝） feat. DELI, KASHI DA HANDSOME, 般若             | DELI                            | STILL BURNIN'                          |
| 2006年8月30日  | 29   | LIFE IS ONE TIME ?RHYME & BLUES? / OZRO SAURUS feat. 般若, SAY                         | DJ FILLMORE                     | AZIAN MIXXX!!                          |
| 2006年12月15日 | 9    | そっから feat. 般若                                                                    | 籠獅                            | DOU-DELL                               |
| 2007年3月7日   | 14   | GOLDEN MIC -REMIX- ZEEBRA feat. AI, 童子-T, 般若                                       | KASHI DA HANDSOME               | DIME PIECES                            |
| 2007年7月18日  | 7    | Music Hustlin' feat. 般若, AK-69, AKIRA, MACCHO, TOKONA-X, DJ NONKEY                   | "E"qual                         | King & Queen                           |
| 2007年8月8日   | 4    | LAST OF SAMURAI feat. 般若, K5R, ASHRA                                                 | 剣桃太郎                        | Xカリバー                              |
| 2008年01月16日 | 12   | 灰のように feat.般若                                                                   | Mr.BEATS a.k.a.DJ CELORY        | BEAUTIFUL TOMORROW                     |
| 2008年01月23日 | 16   | One Way,One Mic,One Life feat.般若                                                     | AK-69                           | TRIUMPHANT RETURN 〜Redsta iz Back〜   |
| 2008年04月23日 | 12   | ON and ON feat. 般若                                                                   | THE LEGEND$                     | JUSTICE                                |
| 2008年08月20日 | 8    | 運命〜SADAME〜 feat.般若                                                               | NORIKIYO                        | OUTLET BLUES                           |
| 2008年9月6日   | 2    | DEAD OR ALIVE feat. Kool G Rap, 般若                                                   | DJ無也                          | The Album                              |
| 2008年09月17日 | 9    | 阿呆 feat.般若                                                                         | G. CUE                          | The Lyricist                           |
| 2008年11月26日 | 10   | Revolution ft. AKIRA (M.O.S.A.D.), 般若, AK-69 a.k.a Kalassy Nikoff, MACCHO, DJ NONKEY | "E"qual                         | TV Crushman & Radio Jacker             |
| 2009年03月25日 | 5    | カルマ feat. 般若                                                                      | GRAND BEATZ(DJ RYOW & TOMOKIYO) | PROJECT DREAMS PT.5                    |
| 2009年05月02日 | 12   | Coast To Coast ft. 漢、般若                                                            | DJ BAKU                         | JAPADAPTA                              |
| 2010年03月03日 | 9    | Darknessworld feat.般若                                                                | EMI MARIA                       | CONTRAST                               |
| 2010年08月04日 | 14   | 2度は書けないリリック feat 般若                                                        | PIT GOb                         | REBORN                                 |
| 2010年08月25日 | 3    | IRON HORSE -No Mark- 78ers Remix feat. M.O.S.A.D. ("E"qual, AKIRA), MACCHO, 般若       | AK-69                           | PUBLIC ENEMY                           |
| 2011年04月13日 | 9    | お前のせい feat.般若                                                                   | SPICY CHOCOLATE                 | 東京RAGGA LOVERS 2                     |
| 2011年04月20日 | 7    | 酔いどれ横町 feat. 般若、SHINGO★西成                                                   | 鬼                              | 湊                                     |
| 2011年06月29日 | 6    | ポッケの中 with 般若                                                                   | ALLY&DIAZ                       | ALLY&DIAZ                              |
| 2011年11月04日 | 3    | 時代遅れ feat.般若 MV                                                                  | 晋平太                          | REVENGE                                |
| 2012年04月18日 | 9    | BODY ROCK -Remix- feat. 般若 & 神                                                      | ZORRO                           | JOURNEY                                |
| 2012年04月25日 | 6 12 | 理由 feat BIG RON 般若 そっから feat 般若                                              | ROWSHI                          | THE OWN LIFE                           |
| 2012年07月25日 | 14   | ボディロック / ZORRO FEAT. 般若, 神                                                    | DJ KEN WATANABE                 | A+ Tokyo Shit vol.3                    |
| 2012年08月22日 | 5    | 皆殺しのメロディー FEAT. 般若                                                          | DJ MUNARI                       | OVER DOZE MUSIC                        |
| 2012年09月05日 | 17   | 心の理由 feat.般若                                                                     | DJ PMX                          | THE ORIGINAL II                        |
| 2013年09月18日 | 9    | ニッポン改革 feat.般若 & CHEHON                                                        | SPICY CHOCOLATE                 | 渋谷 RAGGA SWEET COLLECTION 3          |
| 2013年12月04日 | 5    | 傷 feat. 般若                                                                          | SHINGO☆西成                     | おかげさまです。                       |
| 2014年04月23日 | 2    | ありのまま featuring 般若,Bunta from TOTALFAT                                          | TERRY                           | FAT JOINT                              |
| 2014年07月09日 | 2    | ダレも知らないブルース feat.般若                                                       | t-Ace                           | フザケタヒーロー                       |
| 2014年07月25日 | 7    | 更に毒盛る料理店 feat.般若                                                             | NORIKIYO                        | 雲と泥と手                             |
| 2014年08月27日 | 4    | 孤独。〜Second Season〜 feat.般若                                                      | DJ RYOW                         | #IDWT IN DREAMS WE TRUST               |
| 2014年11月19日 | 9    | Ready To Die feat.般若 (ALBUM EDIT)                                                    | haiiro de rossi                 | KING OF CONSCIOUS                      |
| 2016年02月16日 | 6    | ビートモクソモネェカラキキナ 2016 feat.般若 & 漢 a.k.a. GAMI MV                        | DJ RYOW                         | 216                                    |
| 2016年11月2日  | 2    | DOCK feat. 般若                                                                        | USU a.k.a. SQUEZ                | DOCK                                   |
| 2016年12月21日 | 9    | 本音 feat.般若 MV                                                                      | DOTAMA BEST                     | DOTAMA                                 |

## ミュージックビデオ
| 監督                                  | 曲名                                                                        |
| 上山亮二                              | 「BLACK RAIN」                                                              |
| 金允洙                                | 「バースデー feat. SAY」                                                    |
| JEAN-CLAUDE MAKINAKA & ムラカミタツヤ | 「MY HOME」「ちょっとまって」「やっちゃった」「オレ達の大和」「猿」「理由」 |
| 鈴木吉則／般若                        | 「最ッ低のMC fromDVD「渋谷 8.27 Live at Shibuya O-EAST 2009」」             |
| スタジオ石                            | 「コンプレックス」                                                          |
| tatsuaki                              | 「LIFE」                                                                    |
| 中井泰太郎 / 般若                     | 「はいしんだ feat.SAMI-T from Mighty Crown」                                |
| ムラカミタツヤ                        | 「夢の痕」                                                                  |
| 不明                                  | 「ジレンマ」「カバディ」「あの頃じゃねえ」「寝言」                          |

## 主なライブ
- 2012年01月08日 - 渋谷公会堂にてワンマンライブ
- 2012年04月22日 - KAIKOO POPWAVE FESTIVAL 2012
- 2012年05月03日 - BLUE MAGIC -the live convention 2012-
- 2012年08月05日 - RUDE SUMMER SPECIALS
- 2012年08月11日 - URAHAMA 2012
- 2012年10月05日 - 昭和レコードTOUR SPECIAL 2012 × SHINGO★西成「ブレない」Release Party
- 2012年10月28日 - 昭和レコードTOUR SPECIAL 2012
- 2012年12月23日 - 吉本興業創業100周年特別夜公演 THA GREENDAYZ 2012 ～ × 吉本新喜劇 × X'masスペシャル ～
- 2013年01月27日 - STUDIO COAST 10th Anniversary
- 2013年02月11日 - WANNABE'S 20th ANNIVERSARY
- 2013年03月03日 - 昭和レコード presents 乱 THIS TOWN ～大阪の陣～
- 2013年03月24日 - 昭和レコード presents 乱 THIS TOWN
- 2013年09月22日 - BALLERS NATION 2013
- 2013年10月17日・27日 - 昭和レコードTOUR SPECIAL 2013
- 2014年04月29日 - 舞音楽祭2014春
- 2014年10月26日 - サードチルドレン ワンマンライブ
- 2014年11月28日 - SHINGO★西成 ワンマンライブ in NGK 「ほとんどみなさまのおかげさまです。」～吉本新喜劇とラガ&ラパッ～
- 2015年03月21日 - Zephyren presents A.V.E.S.T. project vol8
- 2015年08月15日 - SUMMER BOMB 2015 produced by Zeebra
- 2015年11月08日・21日 - 昭和レコード TOUR SPECIAL 2015 × ZORN "The Downtown" Release Tour
- 2016年02月06日 - K-mix RADIOKIDS presents LIVE KIDS vol.1
- 2016年05月03日 - CLUB RAGZA OPENING PARTY
- 2016年05月07日 - 昭和レコードTOUR 2016 春場所
- 2016年06月19日 - YATSUI FESTIVAL! 2016
- 2016年07月10日 - さんピンCAMP20
- 2016年08月10日 - 渋谷エンタメフェス2016
- 2016年08月21日 - SUMMER BOMB 2016 produced by Zeebra
- 2016年10月10日・16日 - 昭和レコードTOUR SPECIAL 2016 秋場所
- 2016年12月21日 - 宮川企画『マイセルフ,ユアセルフ』
- 2016年12月24日 - SABISHINBO NIGHT 2016
- 2017年01月21日 - DOTAMA ワンマンライブ「ニューワンマン2」
- 2017年04月15日 - Zephyren presents A.V.E.S.T project vol.10
- 2017年04月29日 - 昭和レコードTOUR 2017 春場所
- 2017年06月03日 - ワンマンライブ 野音 Part2
- 2018年10月14日 - 昭和レコードTOUR 2018 秋場所
- 2019年01月11日 - ワンマンライブ おはよう武道館
- 2019年03月23日 - ワンマンライブ 三軒茶屋からこんにちは
- 2021年08月29日 - NAMIMONOGATARI2021（波物語2021）

## 出演

### テレビドラマ
- スモーキング第3話「再開」（2018年5月4日、テレビ東京） - 獣一 役
- やれたかも委員会「クラブナイト編 クラブナイトへGo!」（2018年5月6日、MBS・TBS） - マスター 役
- dele(ディーリー)第1回（2018年8月28日、テレビ朝日） - 牧野仁志巡査部長 役
- Iターン（2019年7月12日 - 9月28日、テレビ東京） - 神野晃 役[10]
- ボイス 110緊急指令室 第1話（2019年7月13日、日本テレビ） - 川島武雄 役[11]
- 日曜プライム 刑事ゼロ SP（2020年、テレビ朝日） - 坂出仲満 役[12]
- 未満警察　ミッドナイトランナー 第8話（2020年8月15日、日本テレビ） - 河東 役[13]
- レッドアイズ 監視捜査班 第2話（2021年1月30日、日本テレビ） - 漆川卓也 役[14][15]
- ネメシス 第2話（2021年4月18日、日本テレビ）- 木嶋 役[16]
- インフォーマ（2023年1月20日 - 3月24日、関西テレビ） - 相田 役[17]
- それってパクリじゃないですか? 第7話（2023年5月24日、日本テレビ） - 小売店の店員 役
- 藤子・F・不二雄 SF短編ドラマ シーズン2「じじぬき」（2024年5月12日、NHK BS） - 次郎 役[18]

### 映画
- Zアイランド（2015年5月16日、KADOKAWA・吉本興業）[19] - 作田（漁師）
- ビジランテ（2017年12月9日、東京テアトル） - 大迫護 役[20]
- チェリーボーイズ（2018年2月17日、アークエンタテインメント） - 五木誠一郎 役[21]
- ギャングース（2018年11月23日、キノフィルムズ・木下グループ） - 班目 役[22]
- 吾郎の新世界（2019年3月2日）
- きみの瞳が問いかけている（2020年10月23日、ギャガ） - 金井 役[23]
- タイトル、拒絶（2020年11月13日、アークエンタテインメント） - 山下 役
- その男、東京につき（2020年12月25日） - 自身のドキュメンタリー映画[24]
- ある用務員（2021年1月29日） - 西森 役[25]
- 半径1メートルの君～上を向いて歩こう～「戦湯 ～SENTO～」（2021年2月26日、KATSU-do）[26]
- Sin Clock（2023年2月10日） - 謎のヒットマン 役[27][28]
- THIS MAN（2024年6月7日）[29][30]
- 室町無頼（2025年1月17日、東映）[31]

### 配信ドラマ
- 湘南純愛組!（2020年2月28日 - 、Amazonプライム・ビデオ）
- 全裸監督2 第6話（2021年6月24日 - 、Netflix）
- さらば、銃よ 警視庁特別銃装班 第2話・第3話（2023年4月14日 - 、Lemino） - スズキ 役[32]
- インフォーマ -闇を生きる獣たち-（2024年11月7日 - 、ABEMA） - 相田 役[33]
- 警視庁麻薬取締課 MOGURA（2025年1月9日 - 2月13日、ABEMA） - 主演・伊弉諾翔吉 役[34]

### アニメ
- DEVILMAN crybaby（2018年1月5日、Netflix）バボ 役（声の出演）

### インタビュー
- HMV ONLINE(2011年7月)
- CDJournal(2011年7月)
- TOWER RECORDS ONLINE(2013年7月)
- MUSICSHELF - ウェイバックマシン（2014年11月20日アーカイブ分）(2014年7月)
- Amebreak(2014年7月)
- INTERVIEW(tha BOSS（ILL-BOSSTINO）x般若)(2014年12月)。